# Bofors
AB Bofors es una empresa sueca fabricante de armas. Su nombre ha estado asociado con la industria del acero y la fabricación de piezas de artillería durante más de 350 años.

## Historia
Ubicada en Karlskoga, Suecia, la empresa se origina en el hammer mill "Boofors", que fue fundado como una empresa estatal real en 1646. La estructura corporativa moderna se creó en 1873 con la fundación de Aktiebolag et (AB) Bofors-Gullspång.
Bofors era líder en la producción de acero a principios de la década de 1870, cuando el acero comenzó a usarse para la fabricación de armas en Suecia, inicialmente Bofors vendía acero fundido y acero forjado producido mediante el proceso Siemens-Martin a Finspång armas, pero pronto comenzó a expandirse comenzando a fabricar armas. El primer taller de construcción de cañones de la compañía se inauguró en 1884. El dueño más famoso de Bofors fue Alfred Nobel, propietario de la compañía desde 1894 hasta su muerte en diciembre de 1896. Nobel desempeñó un papel clave en la remodelación del antiguo hierro para convertirse en un productor de acero y cañones moderno y participar en la industria química. Todos los experimentos y los trabajos de investigación de Nobel fueron llevados a cabo en Bofors, asimismo fundó en 1898 como subsidiaria la empresa fabricante de pólvoras AB Bofors Nobelkrut, pasando más tarde a la fabricación de explosivos y productor general de sustancias de química orgánica. En 1911, AB Bofors-Gullspång había superado, comprado y cerrado a su competidor sueco "Finspång" fabricante de cañones. El nombre de la compañía se acortó a AB Bofors en 1919.

## Cambio de propiedad
En 1999, Saab AB compró el Celsius Group, que era la corporación dueña de Bofors. En septiembre de 2000, la empresa United Defense Industries (UDI) de Estados Unidos compró Bofors Weapons Systems (la división de armamento pesado), mientras que Saab retuvo las operaciones dedicadas a desarrollo y construcción de misiles.
En 2005 BAE Systems compró UDI y su subsidiaria Bofors, y en la actualidad BAE Systems Bofors es una unidad de negocios de BAE Systems AB; Saab Bofors Dynamics es una unidad de Saab AB.

## Productos
La marca Bofors se encuentra muy asociada con el cañón automático antiaéreo de 40 mmn utilizado por ambos bandos durante la Segunda Guerra Mundial. Este cañón automático a menudo es denominado simplemente el cañón Bofors y se lo usó tanto en tierra como en el mar. Alcanzó tal grado de popularidad que los cañones antiaéreos en general a menudo eran denominados cañones Bofors. Otro cañón ampliamente difundido fabricado por la empresa fue el cañón antitanque Bofors 37 mm, un arma antitanque estándar utilizado por numerosos ejércitos a comienzos de la guerra. En Polonia y en Estados Unidos se fabricó bajo licencia de Bofors y también fue utilizado en varios tanques, incluido el 7TP y M3A3 Stuart.

### Cañones

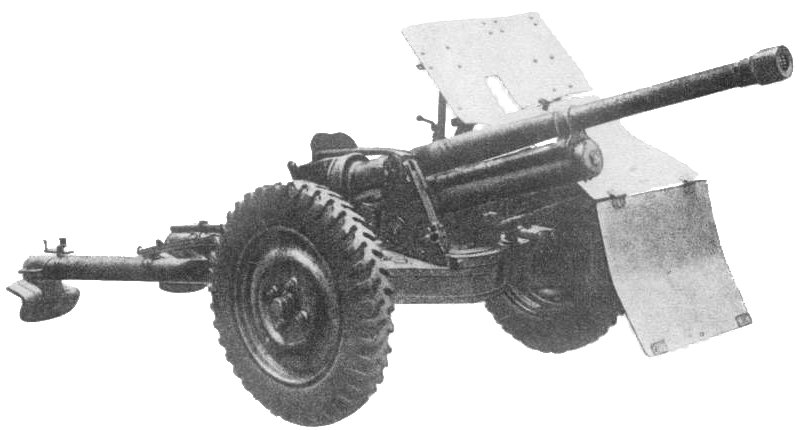
Cañón Bofors 37 mm

- Bofors 20mm
- Bofors 25mm
- Bofors 37 mm
- Bofors 40 mm
- Bofors 57 mm
- Bofors 120 mm
- Bofors 152 mm
- Bofors 283 mm
- Sistema de Artillería Archer

### Obús
- Haubits FH77

### Misiles
- Bantam (misil)
- BILL 1 arma antitanque guiada
- BILL 2 arma antitanque guiada
- RBS 23
- RBS 70

### Otros productos
- Bofors 375 mm lanzador de cohetes multi barril ASW
- Bofors HPM Blackout sistema de armamento microondas de alta potencia

## Evolución
En la década de 1920 Bofors cooperó con Krupp de Alemania, al estar esta última en veda para el diseño y fabricación de armas por el Tratado de Versalles. Entre los trabajos realizados estaban un cañón de 37 mm, que fue el arma antitanque estándar del ejército británico en África Norte en la 2a Guerra Mundial, aparte de los cañones de 88 mm, 102 mm, 105 mm, 120 mm, 150 mm, y por último el de 254 mm para la marina, el cual solía montar en una torreta de afuste gemelo, y que iba ubicada en los barcos Clase Il marinen de la de defensa costera finlandesa. El cañón más grande fabricado por Bofors fue el 280 mm M/12 en la 1a Guerra Mundial para la defensa costera de la Marina Real Sueca.
El desarrollo de armas automáticas en Bofors comienza en 1925, cuando la marina sueca solicita el desarrollo de un cañón antiaéreo de 20 mm. Sin embargo, hacia 1928 la marina modifica sus requerimientos por uno de 40 mm. Siendo el primer 40 mm de uso naval, surgiendo hacia 1932 los primeros ejemplares operativos, de ahí la designación de M-35 para muchas de estas piezas. El primer montaje móvil de campaña fue el M-34, y este alcanzó tal éxito que gran parte de las exportaciones de Bofors entre mediados de la década de 1930 hasta fines de la década de 1940 correspondieron a esta arma. En aquel punto, el L-60 clásico fue sustituido por el más poderoso L-70, que aún está en producción.
A pesar de esto, las armas 20 mm no fueron olvidadas y vio servicio más tarde como el M-40, usada tanto como una artillería antiaérea como un afuste naval. Al final de la 2a Guerra Mundial, se desarrolló el 20 mm m-45,  como un arma aerotransportada. Un cañón de 25 mm para la artillería antiaérea también fue producido el M-32. El 57 mm fue producido en dos versiones ya después de la guerra; una de uso terrestre (el M-54) y una de uso naval (el SAK-57AA), así como una para uso en la aviación mucho menos poderosa, conocido como M-47.
Este cañón coincidió en el tiempo, 1929, con su hermano de fábrica de 40 mm. Cañón con no malas características para su época se vendió a varios países durante los años 30, como Argentina o China. El cañón se asentaba en un afuste sobre una plataforma en forma de cruz y se transportaba al sujetarle un armon con 2 ruedas en cada extremo.
El 20 mm m-40 siguió el mismo modelo de mecanismo de retroceso automático que el de 25 mm y el 40 mm. Con un cartucho único y bastante poderoso 20x145R lanzándolo a 360 revoluciones por minuto. Sobre un montaje rodado AA de 300 Kgm sobre un trípode bajo para la acción antitanque cuyo peso era de 65 Kgms. Como antitanque se le conocía en la tropa por el nombre de "saltamontes", por los saltos que daba al disparar, conocido con la clave (PVLV), PansarVarnsLuftVamskanon m-40, que trasladado al inglés significa "Anti-tank/anti-aircraft gun". 
Estos calibres usados durante la posguerra se fueron ampliando. Para la marina incluyen el 76 mm de los patrulleros noruegos de los años 60, el gemelo 120 mm de la clase Halland de destructores suecos en los 50. Para el ejército sueco, Bofors produjo el 155 mm Bandkanon artillería autopropulsada de los años 60. Para defensa de costa, Bofors produjo en los años 80 el 120 mm L-62 ERSTA, montado en una torreta oculta y autónoma con su propia fuente de energía y alojamiento para la tripulación.
El mecanismo de alimentación de munición consistía en una rueda de 28 cartuchos fijada encima del arma. Estas armas solo fueron utilizadas por el ejército sueco con una producción de 2700 armas. También se produjo para 40 m-31 PB coches armados fijo AA y montajes de combinación. El 20 mm m-45 y m-49 eran bastante diferentes, para el cartucho 404 20x110 HS el retroceso era corto para los años 30, no fue aceptado hasta el final de la guerra. El tamaño, el peso y el precio eran bastante similares al Hispano HS 404 y de hecho el arma francés estuvo en servicio con las Fuerzas Aéreas suecas durante los años 40. Los Bofors se utilizaron en modelos de afustes antiaéreos como el SAAB A21 y A32A respectivamente. 
Los cañones de 20 mm tienen una historia más interesante que los del calibre 20 mm. La serie de cañones M-32 fue diseñada para cartuchos 25x205R, su mecanismo de alimentación era por medio de unos "clips" de 6 cartuchos sostenidos en marcos verticales en la parte de atrás, siendo los asistentes capaces de tomar dos clips a la vez, de modo que el fuego continuado pudiera ser sostenido sin la necesidad de hacer una pausa para reponer las rondas. Estaba disponible en montajes móviles o gemelos, variaban en el peso para los fijos unos 570 Kgms a 1100 Kgms para los gemelos o móviles.

## Municiones
Bofors fabrica municiones, habiéndose hecho grandes adelantos en esta línea de productos, que a su vez, son estándar en naciones del pacto de la OTAN. La compañía dispone de un polígono de 31 km de largo situado en las proximidades de las fábricas, el cual está dotado de toda clase de instrumentos de medición. Los cañones de campaña son ensayados en terrenos especiales los cuales están provistos de obstáculos y de superficies de carreteras de varias clases, que permiten alcanzar velocidades hasta de 30 kilómetros por hora.
Los proyectiles perforantes de planchas acorazadas que se fabrican en los talleres de Bofors son muy apreciados por los expertos militares. Todo el material de guerra es sometido a pruebas rigurosas bajo condiciones idénticas a las que prevalecen en los campos de combate.

### Historia
El célebre calibre 25 mm se exportó sobre todo a la Unión Soviética, estando esta nación interesada en una versión con capacidades superiores, y así mismo con el cartucho de 45 mm. Este cartucho tenía una velocidad de salida de 140 metros por segundo, pero era muy pesado y grande para ser manipulado, siendo sustituido por el modelo M1939, de calibre 37x250R.
Algunas armas emplazadas en barcos son prácticamente idénticas a las del Ejército de tierra, pero las versiones navales las hacían refrigeradas por agua para permitir el fuego sostenido, e iban fijadas en sistemas múltiples y en afustes especialmente diseñados para las labores en ultramar. Los pesos del armamento del ejército de tierra en los afuetes de calibre 25 mm por ejemplo, pesaban hasta 2 t., y en el montaje gemelo para la armada su peso se incrementa hasta las 3,5 toneladas.
Posteriormente, esta serie de armas fue adoptada tanto por el ejército chino como por el soviético, siendo el primero quien las sigue usando como sistemas de armas antiaéreas en este calibre. El 25 mm también fue adoptado por las fuerzas navales soviéticas y chinas en 1944, y aún es estándar en las últimas, sin vistas a ser reemplazados.